# Mušhuššu
Mušhuššu (𒈲𒄭𒄊), v preteklosti tudi sirrušu in sirruš, je bil mitološki hibrid, luskav zmaj z zadnjimi nogami podobnimi orlovim krempljem, mačjimi prednjimi nogami, dolgim vratom in repom, rogato glavo, kačjim jezikom in grebenom. Njegova najbolj znana upodobitev je na rekonstruiranih babilonskih Ištarinih vratih, zgrajenimi v 6. stoletju pr. n. št. 
Mušḫuššu je akadski imenovalnik sumerskega  𒈲𒄭𒄊 MUŠ.ḪUS, »rdečkasta kača«,  ki se včasih prevaja tudi kot »kruta kača«. Eden od avtorjev,  ki se je morda zgledobval po drugih, je izraz prevedel kot »sijajna kača«.

## Zgodovina
Mušhuššu je bil v Novobabilonskem kraljestvu  sveta žival boga Marduka in njegovega sina Nabuja. Marduk ga je prevzel od lokalnega ešnunskega boga Tišpaka.
Ozvezdje Vodna kača se je v babilonskih besedilih imenovalo Bašmu  (klinopisno MUŠ.ŠÀ.TÙR ali MUŠ.ŠÀ.TUR, dobesedno Strupena kača). Upodabljala se je s trupom ribe s kačjim repom, prednjimi levjimi šapami, zadnjimi nogami z orlovimi kremplji, krili in glavo, podobno  mušhuššujevi.